# Mattia Cassani
Mattia Cassani (* 26. August 1983 in Borgomanero) ist ein ehemaliger italienischer Fußballspieler.

## Karriere

### Verein
Mattia Cassani begann seine aktive Laufbahn in der Jugendmannschaft von Juventus Turin. In der Spielzeit 2002/03 absolvierte in der UEFA Champions League seine erste Profipartie für Juventus. Er konnte sich in Turin jedoch nie durchsetzen und bestritt kein Ligaspiel. Im Januar 2003 verlieh ihn der Verein bis zum Saisonende an Sampdoria Genua. Am 10. Mai 2003 debütierte er für Sampdoria in der Serie B in der Partie gegen Ternana Calcio. Nach dem Ende der Leihe kehrte er wieder zu Juventus zurück, unterschrieb jedoch nur wenig später einen Vertrag bei Hellas Verona. In seiner ersten Saison bei Hellas lief er in 37 Ligapartien auf und erspielte sich einen Stammplatz. Auch in den folgenden zwei Jahren blieb er mit Hellas Verona in der Serie B. Er blieb in der Spielzeit 2005/06 mit der Mannschaft jedoch nur drei Punkte über den Abstiegsrängen.
Im Juli 2006 verpflichtete der italienische Erstligist US Palermo den Abwehrspieler. Auch in Palermo schaffte Cassani schnell den Sprung in den Stammkader. Am 6. April 2008 erzielte er im Heimspiel gegen seinen Jugendverein Juventus sein erstes Profitor. Mit dem Siegtreffer in der 84. Minute sorgte er für den 3:2-Sieg.
In der Spielzeit 2009/10 bildete er zusammen mit Cesare Bovo, Simon Kjær und Federico Balzaretti die Viererkette der Sizilianer. Im Sommer 2011 verließ er den Verein und wechselte leihweise zum Ligakonkurrenten AC Florenz. Vor der Saison 2013/14 wurde Cassani erneut verliehen, diesmal an den FC Parma. Zur Saison 2014/15 wurde Cassani fest verpflichtet. Nach der Insolvenz des FC Parma kehrte er zur Saison 2015/16 zu Sampdoria Genua zurück.
Nach nur einem Jahr verließ er Sampdoria wieder und wechselte zum FC Bari 1908 in die Serie B, wo er bis zum Sommer 2018 spielte.

### Nationalmannschaft
Cassani wurde im Jahr 2003 in sechs Partien in der italienischen U-20  eingesetzt. Nachdem er am 6. Juni 2009 für das Freundschaftsspiel gegen Nordirland und am 14. November 2009 gegen die Niederlande für Italien in den Kader aufgeboten worden war, debütierte er vier Tage später beim 1:0-Sieg über Schweden für die Squadra Azzurra.
In den Jahren 2010 und 2011 kam Cassani sporadisch in Test- und Qualifikationsspielen zum Einsatz, ehe er im September 2012 gegen Malta das letzte seiner elf Länderspiele bestritt.